# Estádio Jassim Bin Hamad
O Estádio Jassim Bin Hamad (árabe: ملعب جاسم بن حمد) é um estádio de futebol da cidade de Doha, capital federal do Qatar. Foi construído em 1974 e tem capacidade para 17 000 pessoas.
O estádio é a casa da Seleção do Qatar de Futebol.

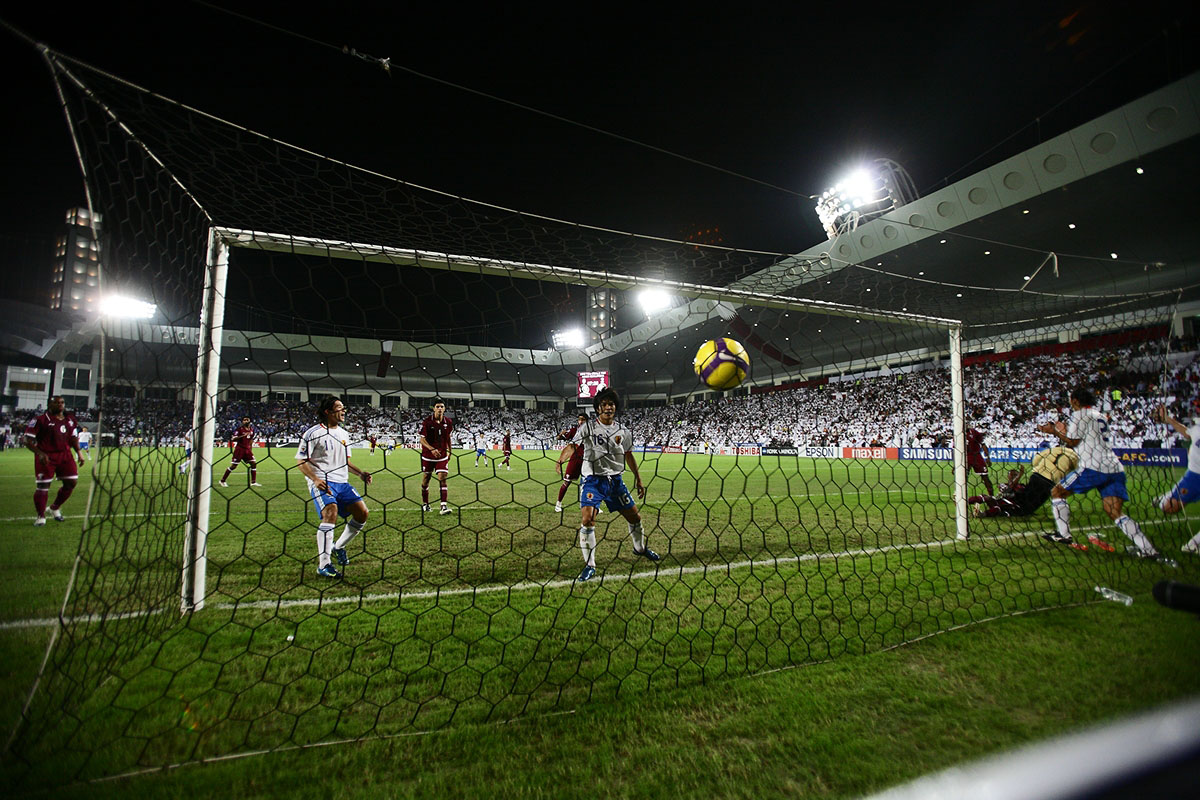
Partida entre Qatar e Japão no estádio em 2008.

## Liga do Qatar
O estádio também recebe jogos da Liga do Qatar, como a casa do Al-Sadd Sports Club.

## Copa da Ásia
O Qatar já sediou a 2011, esta sendo a 15ª edição, organizada pela Confederação Asiática de Futebol (AFC), realizada em janeiro. Foi a segunda vez que este país sediou o evento, a primeira vez desde 1988.
Pela quarta vez na história da competição o título foi conquistado pelo Japão, ao superar a Austrália na final por 1 a 0, após a prorrogação. Pelo título, o Japão garantiu uma vaga na Copa das Confederações de 2013.

## Copa do Mundo de Clubes da FIFA de 2019
O estádio receberá três partidas da Copa do Mundo de Clubes da FIFA de 2019, entre elas a abertura.
| Data           | Hora | 1ª equipe | Placar | 2ª equipe          | Fase             | Público |
| -------------- | ---- | --------- | ------ | ------------------ | ---------------- | ------- |
| 11 de dezembro |      | Al-Sadd   | 3–1    | Hienghène Sport    | Play-off         |         |
| 14 de dezembro |      | Monterrey | 3–2    | Al-Sadd            | Quartas de final |         |
| 14 de dezembro |      | Al-Hilal  | 1–0    | Espérance de Tunis | Quartas de final |         |

## Copa de 2022
No dia 2 de dezembro de 2010, o Qatar foi escolhido como país-sede da Qatar 2022 e a cidade de Doha foi escolhida como cidade-sede, mas o estádio não entrou na lista dos estádios.